# کمال فروغی
کمال فروغی ابری، شهروند دو تابعیتی بریتانیایی، ایرانی است که در سال ۱۳۹۱ در ایران بازداشت شد و به جرم جاسوسی برای MI6 سرویس اطلاعاتی انگلیس به ۸ سال زندان (۷ سال برای جاسوسی و یک سال برای داشتن الکل در خانه‌اش) محکوم شده و تا ۱۳ فروردین ۱۳۹۸ در زندان اوین به‌سر می‌برد.
وی در زمان دستگیری به عنوان مشاور برای پتروناس شرکت ملی نفت و گاز مالزی، در ایران حضور داشت و در تهران زندگی می‌کرد.
کمال فروغی از سرمایه‌داران ایران که پس از انقلاب اسلامی از ایران خارج می‌شود و تمام سرمایه خود را به انگلستان منتقل می‌کند و به فعالیت‌های ساختمانی و مشارکت و سرمایه‌گذاری در بانک‌ها و بورس‌های اروپایی می‌پردازد.
وی در سال ۶۹–۱۳۶۸ مجدداً به ایران بازمی‌گردد و فعالیت‌های خود را حوزه‌های نفت و انرژی آغاز می‌کند که در سال ۱۳۹۱ به جرم جاسوسی نفتی و اتهام «ارتباط با دول متخاصم» دستگیر و به زندان منتقل می‌شود.

## تلاش‌های بین‌المللی برای آزادی فروغی
دیوید کامرون نخست‌وزیر وقت بریتانیا در نامه‌ای رسمی به حسن روحانی رئیس‌جمهور ایران در آذرماه ۱۳۹۴، خواستار رهایی وی می‌شود. فیلیپ هموند نیز در جریان بازدید از تهران در اوت ۲۰۱۵ پرونده فروغی را با روحانی مطرح کرد.
بوریس جانسون وزیر امور خارجه انگلیس نیز در سفر دو روزه خود در ۱۳۹۶/۹/۱۸ به تهران و دیدار با مقامات بلندپایه ایران خواستار آزادی وی و نازنین زاغری دیگر شهروند بریتانیایی، ایرانی‌تبار در بند زندان‌های ایران شد.
در سال ۱۳۹۵ سازمان عفو بین‌الملل خواستار رسیدگی به وضعیت پزشکی کمال فروغی شد. همچنین احمد شهید نیز در همین سال طی بیانیه‌ای درخواست آزادی فروغی را به همراه نازنین زاغری و محمدباقر نمازی نمود.